# Mole Antonelliana
La Mole Antonelliana es un edificio monumental de Turín situado en el centro histórico, símbolo de la ciudad y uno de los símbolos de Italia. Su nombre procede del hecho de que, en el pasado, fue la construcción en albañilería más alta de Europa, mientras que su adjetivo procede del arquitecto que la diseñó, Alessandro Antonelli. Sin embargo, durante el siglo XX, sufrió importante remodelaciones usando hormigón armado y vigas de acero, por lo cual actualmente no se puede considerar una estructura exclusivamente en albañilería.
Con una altura de 167,5 metros, fue durante muchos años el edificio más alto de Turín, pero actualmente, tras la construcción de un moderno rascacielos, el Grattacielo della Regione Piemonte, es solo el edificio más alto del centro de la ciudad. Desde el año 2000 en su interior tiene su sede el Museo Nacional del Cine de Turín.

## Estructura

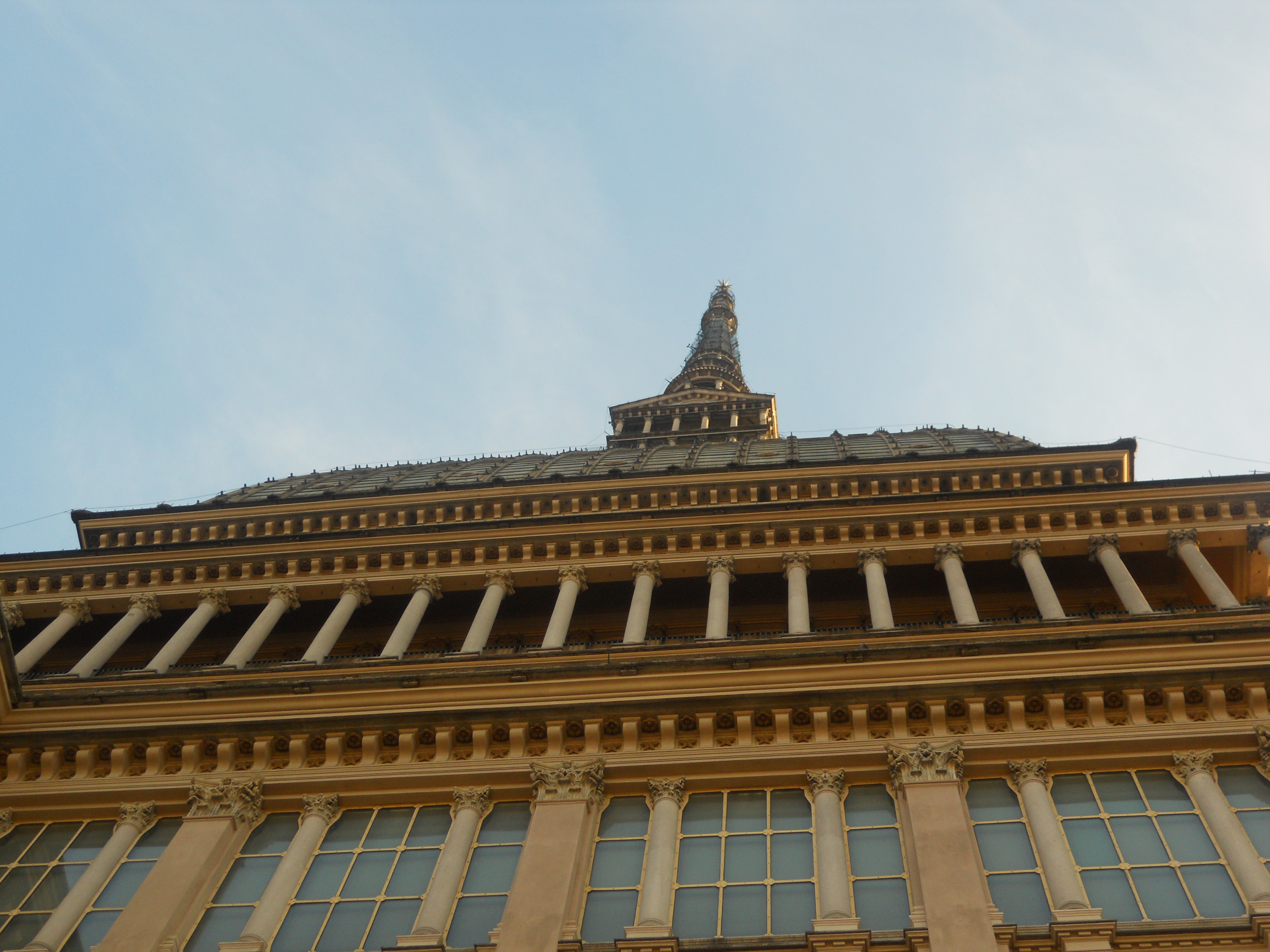
La Mole Antonelliana vista desde abajo.

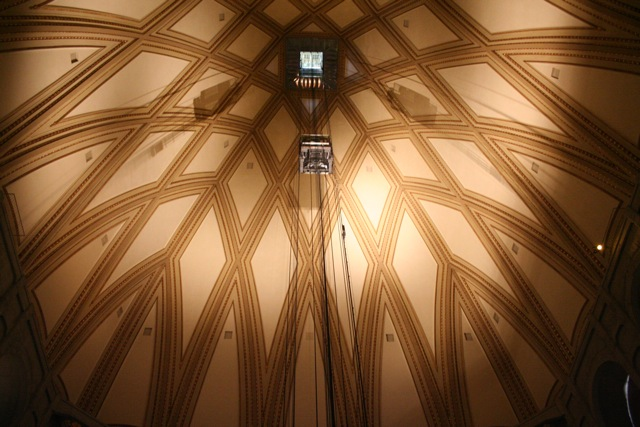
Interior de la cúpula y el ascensor panorámico.

La forma del monumento es muy particular, fruto de una atrevida y singular técnica arquitectónica ecléctica del siglo XIX, típica del estilo de Alessandro Antonelli. La masiva parte inferior, la que ha permanecido exclusivamente en albañilería, empieza con una base cuadrada, cuyo lado tiene 50 metros de longitud, de dimensiones mayores que los módulos que hay sobre ella.
La entrada de la Via Montebello 20 está marcada con un pronaos hexástilo de unos treinta metros de altura con columnas de estilo neoclásico. Las austeras fachadas de la base están divididas por pilares alternados con lesenas; esta austeridad contrasta con las amplias superficies de vidrio presentes en el registro superior. El pronaos tiene cubiertas a dos aguas de unos diez metros de altura, que lo unen al módulo central, subdividido en dos registros: en el inferior está la columnata, que tiene veinte columnas a cada lado, mientras que el superior se caracteriza por vidrieras semicirculares. Ambos registros muestran vistosas cornisas marcapiano.
Encima, a una altura que va de los cuarenta a los ochenta metros, se eleva la gran cúpula, de base cuadrada, caracterizada por su forma alargada, construida con paredes convexas en albañilería autoportante. Esta cúpula forma una especie de cáscara, constituida por unas paredes perimetrales extraordinariamente delgadas (apenas 12 cm de espesor), separadas entre sí por un espacio de unos dos metros.
La cúpula está coronada por otra estructura, de unos veinte metros de altura, denominada templete, que repropone el tema de la columnata presente en la base. Se encuentra aproximadamente a la mitad de la altura del edificio, y se puede acceder a él mediante un ascensor sin guías fijas (sustituidas por gruesos cables de acero) situado exactamente en el centro del atrio que hay debajo, que ofrece a los visitantes una panorámica del interior de la cúpula. También de forma cuadrada, el templete tiene dos órdenes hexástilos a cada lado y está dispuesto en dos plantas, pero los turistas solo pueden acceder a la planta inferior.
Sobre el templete se extiende la larga aguja, cuya primera parte es la llamada linterna, de dieciocho metros de altura y quince de diámetro, esta vez de sección circular, y también provista de una terraza. Por encima de la linterna, a partir de los 113 metros de altura, se eleva la cúspide de la aguja, que tiene sección octogonal y está inspirada en la arquitectura neogótica. Esta última parte, actualmente inaccesible para los turistas, está constituida por diez terrazas circulares, que se van haciendo más pequeñas a medida que se asciende: la primera, de ocho columnas, hace de techo de la linterna, y en ella empieza otra columnata parecida, ligeramente más pequeña, que termina en la segunda terraza. Todavía más arriba, hay una serie de cinco terrazas más pequeñas, esta vez de metal, cuyo diámetro oscila entre los diez y los siete metros, y posteriormente una última serie de tres, de hormigón armado, cuyo diámetro oscila entre los seis y los cuatro metros y medio. Por último, culmina la estructura una estrella de doce puntas con un diámetro de 2,4 metros, alcanzando así los 167,5 metros de altura total.
La Mole ha sido considerada a menudo un extravagante intento de mediar entre los estilos neoclásico y neogótico, mezclados con las innovaciones tecnológicas de la época. Ya el propio Antonelli experimentó el uso del hierro, con todo su potencial estructural, sin dejar de lado el lenguaje arquitectónico tradicional. La aguja fue reforzada posteriormente con el uso de acero tras la ruinosa tormenta de 1953.

## Historia

### 1863-1869: de 47 a 70 metros

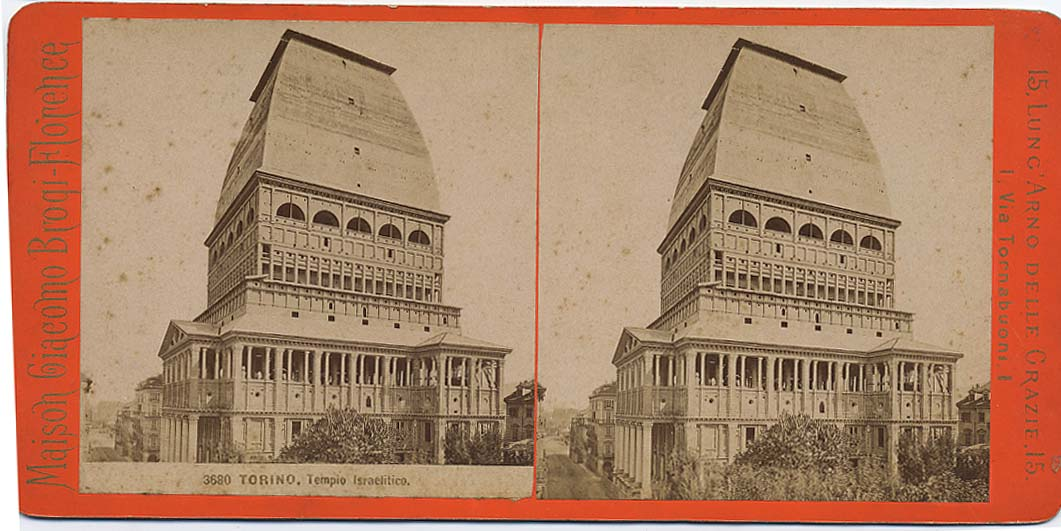
La Mole fue diseñada inicialmente como un templo judío.

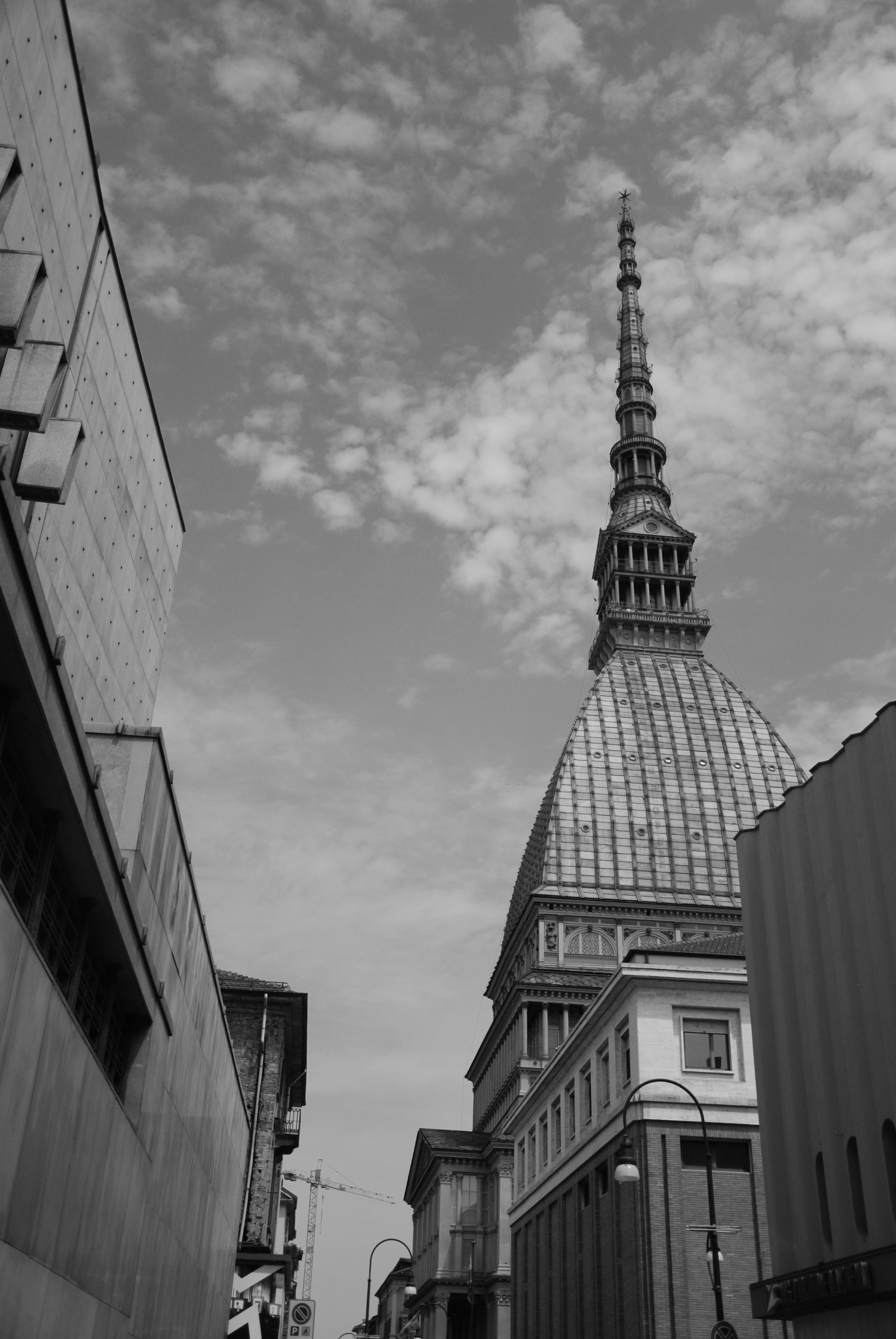
La Mole Antonelliana vista desde la Via Montebello.

En 1848, con la promulgación del Estatuto Albertino por parte de Carlos Alberto de Saboya, se concedió la libertad de culto a las religiones diferentes de la católica. La comunidad judía turinesa compró un terreno en la zona llamada en la época Contrada del cannon d'oro (actual Via Montebello) para construir un nuevo templo con una escuela anexa. El proyecto original contemplaba un edificio de solo 47 metros de altura, y fue firmado el 15 de diciembre de 1862. Las obras empezaron poco después, tras su autorización mediante Real Decreto del 17 de marzo de 1863.
Pese a los excelentes trabajos del elegante pronaos y la extravagante cúpula de base cuadrada, realizados en tan solo seis años, la elección de Antonelli como arquitecto se mostró pronto insatisfactoria para la comunidad judía. El arquitecto propuso una serie de modificaciones durante las obras, incluida la elevación de la construcción hasta los 113 metros, mucho más de los 47 metros previstos inicialmente. Estas modificaciones, la prolongación de los plazos de construcción y el aumento de los costes resultaron desagradables para la comunidad judía que, en 1869, por falta de fondos, ordenó terminar las obras con un techo plano provisional, a unos setenta metros de altura.
Desde su construcción, el edificio sufrió de problemas estructurales, debido la superficie relativamente reducida de la base y el enorme peso que tenía que soportar. El terreno de la Via Montebello sobre el que se construyó albergó un antiguo bastión de las murallas de la ciudad, demolido por órdenes de Napoleón Bonaparte a principios del siglo XIX, lo que hacía que el terreno fuera más inestable. Ya el propio Antonelli, en pleno avance de las obras, tuvo que diseñar un inteligente sistema compuesto por cadenas de contención, tirantes de hierro y un entramado de arcos de ladrillo. Se trataba, en la práctica, de un significativo refuerzo de la estructura conseguido mediante dispositivos técnicos que sobrecargaban de manera insignificante la estructura.
En 1873, la comunidad judía, fuertemente decepcionada por estos problemas y el aumento de los costes, inició negociaciones por la obra con el Ayuntamiento de Turín, que la cedió un terreno en el barrio de San Salvario, donde se encuentra actualmente la Sinagoga de Turín, y se encargó de los costes de finalización del edificio (unas cuarenta mil liras de la época), con el objetivo de dedicarla al rey de Italia Víctor Manuel II.

### 1873-1884: de 70 a 90 metros (el templete)

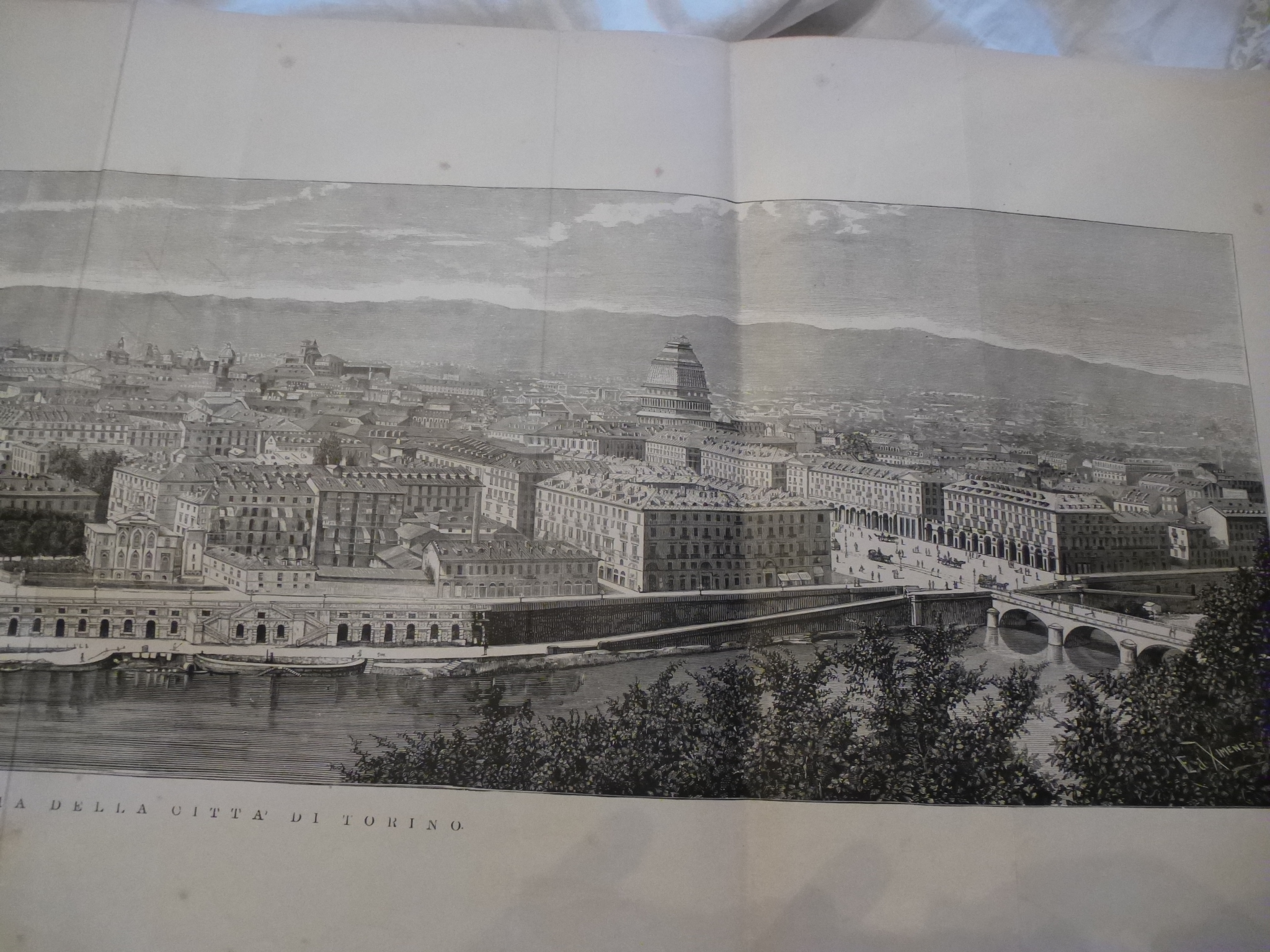
La Mole, en construcción, en una vista de Turín de 1884.

Antonelli retomó así el proyecto en 1873, con una serie de modificaciones sobre la marcha, añadiendo el llamado templete, una columnata hexástila de dos plantas de estilo neoclásico, que retoma el estilo del pronaos de la base.
El otro objetivo de la administración municipal era terminar las obras antes de la Exposición General Italiana de 1884. En realidad, pese a que ese año las obras estaban todavía en curso, un pequeño globo aerostático Luis Godard, que partía de la cercana Piazza Vittorio Veneto, ofrecía un viaje a la cima del edificio para ver las obras desde cerca al módico precio de cinco liras. Sin embargo, este globo, llamado Italo, fue destruido, en tierra y sin víctimas, por un rayo el 28 de abril de 1888, y sustituido poco tiempo después por su sucesor, el Nouveau Italo.
El llamado templete se completó a principios de 1885. Su techo ofreció la base para el inicio de la aguja, a una altura de unos noventa metros. Provisto de un balcón panorámico sobre la ciudad, es a esta altura a la que el público, en la planta inferior, admira el paisaje turinés.

### 1885-1887: de 90 a 113 metros (la linterna)
Al igual que en su proyecto inicial, Antonelli decidió finalizar la Mole con una terminación puntiaguda, a medio camino entre el neogótico y el neoclásico, imitando así una obra anterior suya, la torre de la Basílica de San Gaudencio, símbolo de Novara. A partir de los noventa metros de altura rompió el tema arquitectónico de base cuadrada, proyectando una columnata de granito de base circular, la llamada linterna, colocada sobre una base troncocónica, que hizo que el edificio alcanzara los 113 metros de altura a finales de 1885.
De la misma manera, el arquitecto diseñó también una aguja de sección octogonal y unos cincuenta metros de longitud que coronara la linterna. Esta aguja tiene diez terrazas circulares, las dos primeras de las cuales están dotadas todavía de columnata, y posteriormente se hacen cada vez más pequeñas según se asciende. Se puede acceder a estas terrazas desde una pequeña escalera en zig-zag.
Las obras de la aguja empezaron en 1886; sin embargo, el terremoto del 23 de febrero de 1887, pese a ser de intensidad leve, ralentizó las obras, haciendo emerger además nuevos problemas estructurales, que hicieron que hubiera que aportar continuas modificaciones durante toda la fase final para permitir que el terreno completara el proceso de consolidación bajo carga.

### 1889: finalización de la aguja y el Genio Alado (167,35 metros)

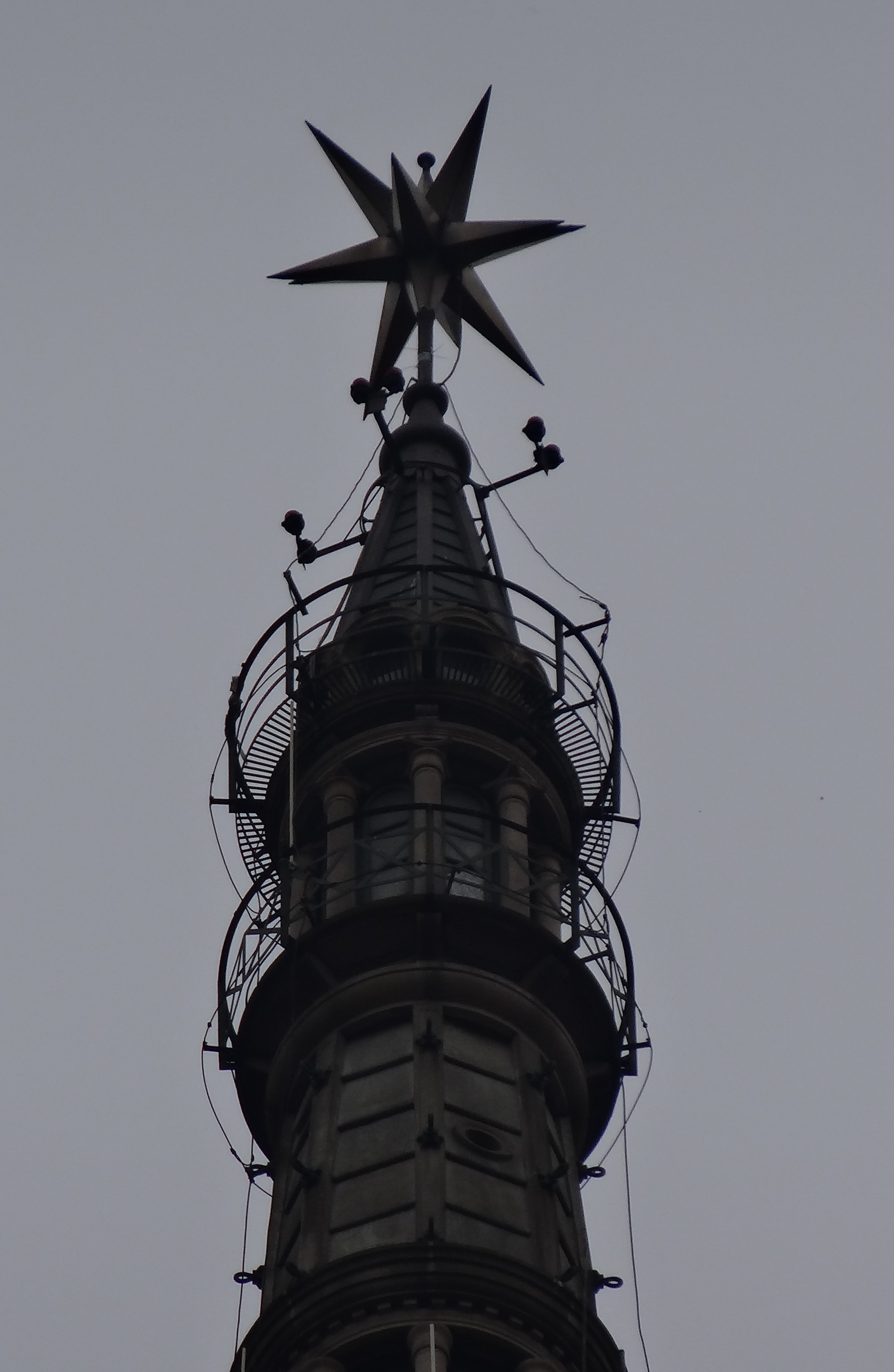
Detalle de la aguja con la estrella en la cima.

Antonelli trabajó con dedicación en la Mole hasta su muerte, que se produjo en octubre de 1888; se hizo legendaria la especie de ascensor rudimentario accionado por una polea que llevaba al arquitecto, de casi noventa años, a varias decenas de metros de altura para comprobar personalmente el estado de las obras.
En febrero del mismo año, a pocos meses de su muerte, el arquitecto propuso rematar la aguja con una estrella de cinco puntas, uno de los símbolos de Italia, pero posteriormente optó por una estatua que representara a un «genio alado», uno de los símbolos de la Casa de Saboya. El diseño de la estatua se encargó al escultor Fumagalli; el genio, hecho de cobre dorado, pesaba unos trescientos kilos, y tenía en una mano una lanza y en la otra un ramo de palmera. Sobre su cabeza estaba prevista la colocación de un globo luminoso eléctrico, pero finalmente se decidió colocar en su lugar una pequeña estrella de cinco puntas sostenida por un asta. De esta manera, la estatua alcanzaba una altura total de 5,46 metros.
Tras la muerte de Antonelli, la finalización de la aguja fue supervisada sobre todo por su hijo Costanzo y su alumno Crescentino Caselli, quienes, en esa misma época, se estaban ocupando también de la consolidación del campanario de la Iglesia de San Esteban de Venecia. La aguja se terminó en los primeros meses de 1889, con una altura de unos 161,90 metros. Con la colocación del genio alado el 10 de abril del mismo año, el edificio alcanzó una altura total de 167,35 metros, cifra, en la época, no alcanzada por ninguna otra construcción de albañilería del mundo, motivo por el cual recibió el apodo de Mole.
Perdió este récord en 1953, cuando la aguja original se derrumbó, y fue reconstruida en hormigón armado. Entonces el título de construcción en albañilería más alta de Europa pasó al campanario de la catedral de Ulm, en Alemania (161,53 metros) mientras que el de construcción en albañilería más alta del mundo pasó al Ayuntamiento de Filadelfia (162,85 metros).
El mismo 10 de abril de 1889 se realizó también una solemne ceremonia de inauguración y se permitió por primera vez el acceso al público. Sin embargo, los turineses confundieron la estatua del genio alado en la cima con la de un ángel.

### 11 de agosto de 1904: la caída del genio alado
La estatua del genio alado colocada sobre la cima fue derribada durante una tormenta, probablemente por un rayo, el 11 de agosto de 1904 (en torno a las 18:15), permaneciendo sin embargo prodigiosamente en equilibrio sobre la terraza inferior pese a sus trescientos kilos de peso; la estatua se conservó en el interior de la Mole y siguió siendo, hasta la actualidad, confundida con un ángel.

### 1906: la estrella de cinco puntas (167,35 metros)

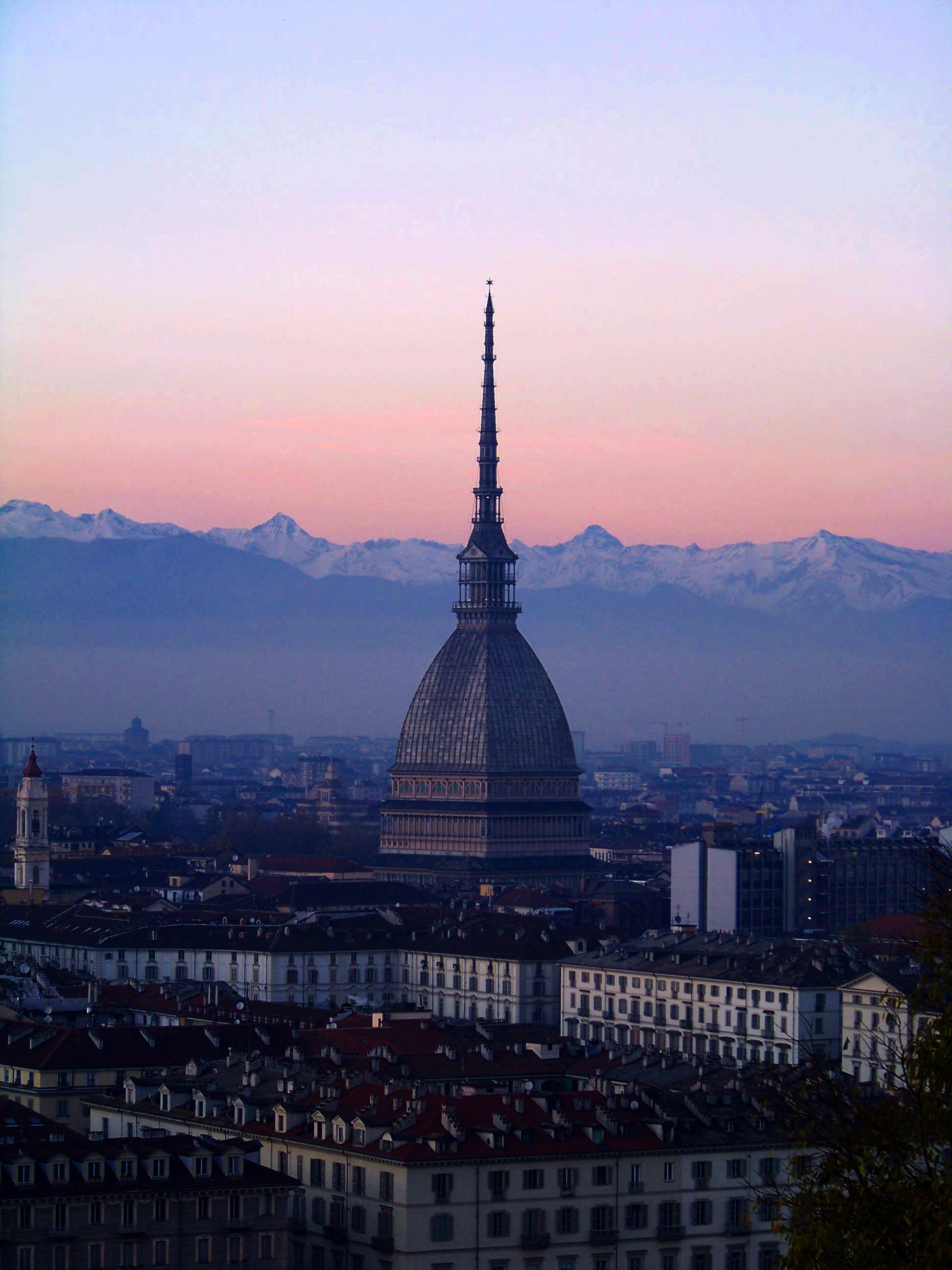
La Mole Antonelliana y los Alpes.

En lugar del genio alado, a principios de 1906 se colocó una estrella de cinco puntas, de forma similar a la que había originalmente sobre la cabeza del genio. Esta nueva estrella, obra del ingeniero Ernesto Ghiotti, entonces jefe de obras públicas del Ayuntamiento de Turín, era de cobre y tenía unos cuatro metros de diámetro. La Mole volvió así a tener una altura de 167,35 metros. El arquitecto Annibale Rigotti decoró el interior del edificio entre 1905 y 1908. Fue también una de las primeras construcciones iluminadas por la noche, en la época a través de lámparas de gas. El 18 de octubre de 1908, la Mole se convirtió en la sede del Museo del Risorgimento.
Posteriormente, a partir de 1931, fue necesario disponer poderosos refuerzos de hormigón armado en todo el edificio para soportar con seguridad la cúpula, según el proyecto de los ingenieros Pozzo, Giberti y Albenga. La nueva estructura cubrió, en buena parte, el muro original de ladrillos y las varias decoraciones.
Tras el traslado del Museo del Risorgimento al Palazzo Carignano en 1938, la Mole se usaba solo como sede de exposiciones improvisadas. Durante la Segunda Guerra Mundial, el edificio escapó milagrosamente a los daños de los bombardeos, especialmente los del 6 de diciembre de 1942, que golpearon a muchos objetivos militares en la cercana Via Verdi, y destruyeron el contiguo Teatro de Turín, entonces sede del Auditorium del EIAR.

### 23 de mayo de 1953: la aguja rota
El 23 de mayo de 1953, a las 19:25, otra violentísima tormenta, probablemente un tornado, hizo que se rompiera la aguja y cayeran 47 metros de ella en el pequeño jardín que hay junto a la sede de la RAI. La aguja destruyó parte del balcón de la oficina de la locutora Vera Larsimont, pero no provocó daños a las personas. La Mole con la aguja rota es visible al final de los créditos de apertura de la película de 1955 Le amiche de Michelangelo Antonioni.

### De 1953 a la actualidad (167,5 metros)

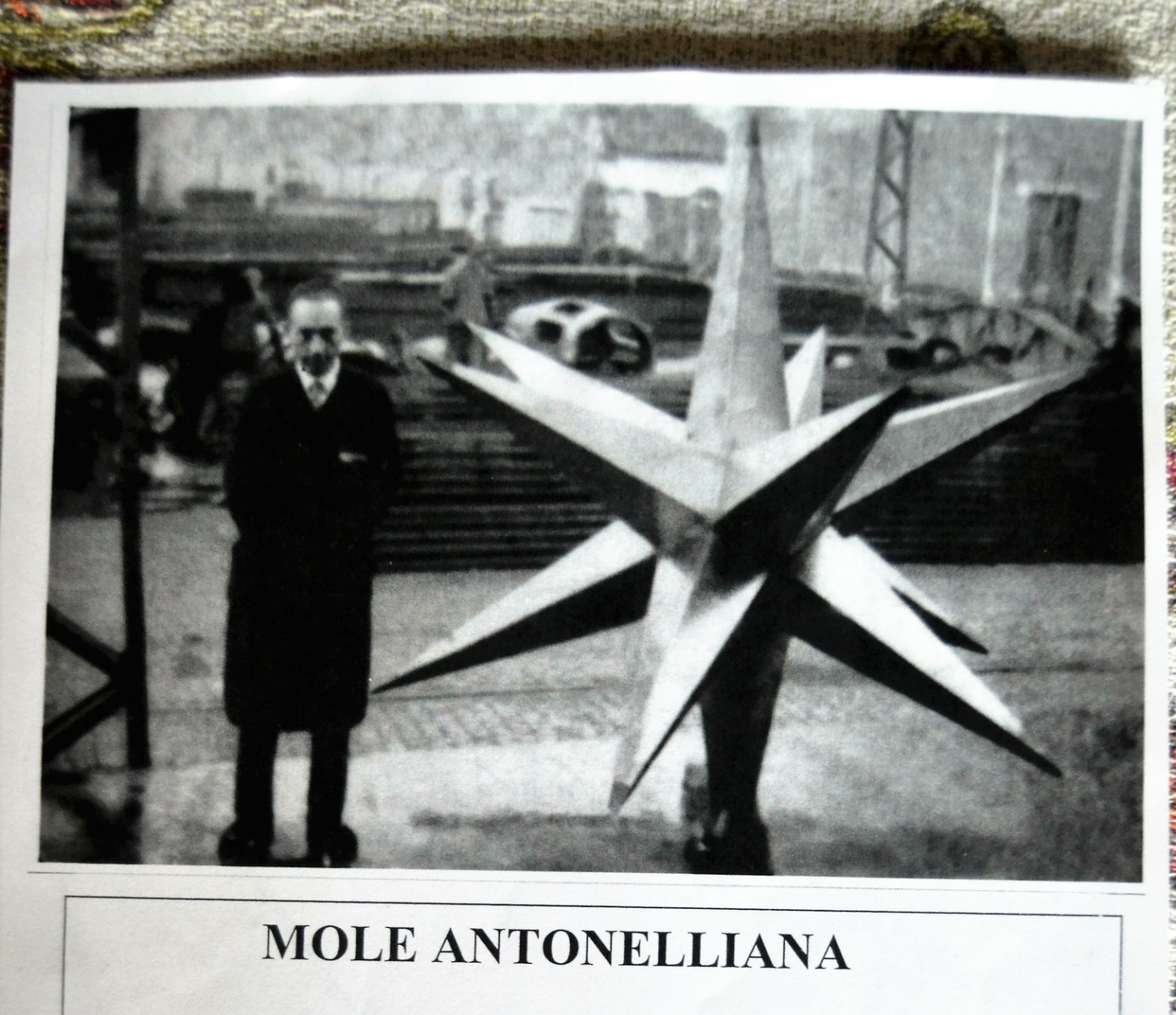
La estrella de la Mole (a su lado el ingeniero Giuseppe Perottino).

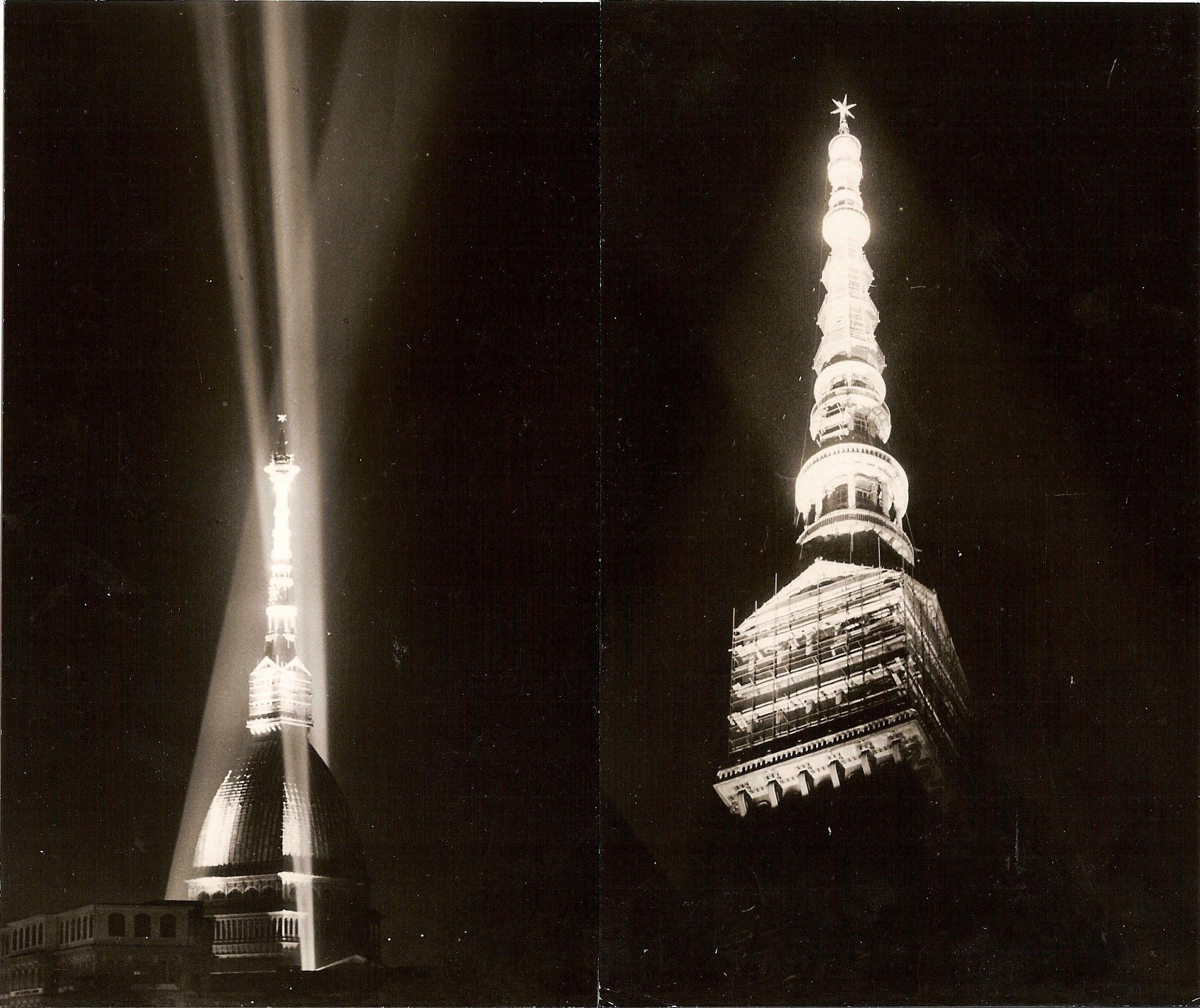
Proyecto del ingeniero Guido Chiarelli para la iluminación de la Mole Antonelliana (1961).

Las obras de reconstrucción de la aguja de la Mole Antonelliana fueron relativamente rápidas (1955-1960), pero su esqueleto no se reconstruyó solo en albañilería, sino en armadura metálica revestida de pietra, con numerosos refuerzos en las terrazas circulares, y elevando de nuevo la altura total de la aguja a casi 165 metros sin la estrella. La estrella fue reconstruida posteriormente pero es más pequeña que la original: tiene un diámetro de 2,4 metros, y en lugar de cinco puntas, es tridimensional y tiene doce puntas, sostenida por un asta metálica de aproximadamente un metro. Todas las obras (incluida la estrella) fueron dirigidas por el ingeniero Giuseppe Perottino, de la empresa SNOS de Savigliano, entre mayo y noviembre de 1960. La nueva estrella se reforzó respecto a la primera, constituida por una aleación metálica de acero-aluminio. También se añadió una pequeña instalación eléctrica contra los rayos pocos años después. Aunque la aguja se terminó a finales de 1960, para la inauguración hubo que esperar al 31 de enero de 1961, en conjunción con una serie de ceremonias para festejar el centenario de la unificación italiana. El nuevo proyecto de iluminación nocturna fue realizado por el ingeniero Guido Chiarelli, incluida la colocación de dos luces rojas en la cima, justo bajo la estrella, que todavía se mantienen.
En 1964 también se proyectó y se construyó el primer ascensor para que los turistas accedieran hasta el templete, desde el cual se puede disfrutar de la vista panorámica hacia los cuatro puntos cardinales. Por motivos de seguridad, se cerró el acceso a las estrechas escaleras en zig-zag para subir dentro de la aguja y, algunas décadas después, se instalaron también barras de protección en el balcón del templete para evitar incidentes o intentos de suicidio por parte de mitómanos.

#### Museo Nacional del Cine
Durante las posteriores obras de consolidación, se decidió estabilizar el interior con enormes arcos de hormigón, que sin embargo desnaturalizaban completamente el interior dando un desagradable sentido de claustrofobia.
Si el primer ascensor interior fue construido en 1964, en 1987, año del final de la remodelación del edificio, se construyó un segundo ascensor, activo hasta 1996, cuando la Mole fue transformada en una sede museística permanente. El ascensor actual entró en funcionamiento en 2000: tiene paredes laterales totalmente transparentes, en vidrio de seguridad, y es elevado mediante cuatro cables de acero que discurren por guías que garantizan la ausencia de oscilaciones durante la subida. El recorrido de la cabina se realiza en aproximadamente un minuto, a una velocidad de unos 1,5 m/s (5,4 km/h); se llega hasta el primer nivel aterrazado, a 85 metros, el templete.
Tras cuatro años de cierre por remodelación (1996-2000), necesarios tanto para renovar el ascensor como para eliminar parte de los arcos de apoyo de cemento, la Mole se convirtió en la sede permanente del Museo Nacional del Cine de Turín, que a fecha de hoy alberga objetos como máquinas ópticas previas a la invención del cinematógrafo, linternas mágicas y piezas provenientes de los escenarios de las primeras películas italianas y extranjeras.

#### Años recientes

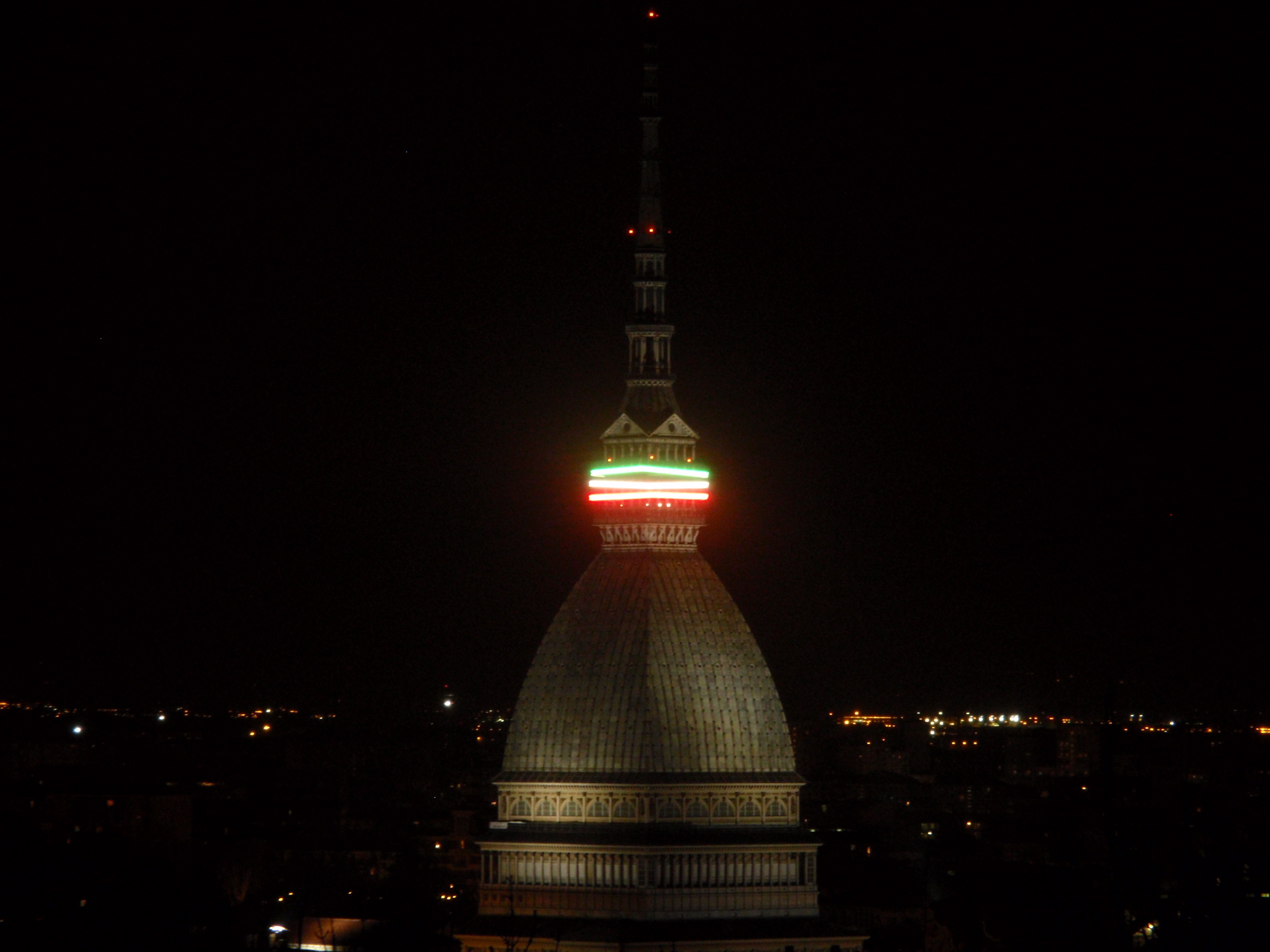
La Mole Antonelliana decorada para el 150.º aniversario de la unificación italiana.

Desde 1998 hasta la actualidad, con ocasión de la redefinición de la iluminación exterior y del evento Luci d'Artista, en el lado sur de la Mole se puede ver una instalación de Mario Merz, Il volo dei numeri («El vuelo de los números»), que muestra el inicio de la sucesión de Fibonacci elevándose hacia el cielo. Por la tarde, se ilumina de color rojo, durante particulares eventos o fiestas de la ciudad.
En 2011, con ocasión del 150.º aniversario de la unificación italiana, se colocó un tricolor italiano iluminado, constituido por tres cuadrados verde, blanco y rojo, inmediatamente sobre el templete, diseñado por Italo Lupi, Ico Migliore y Mara Servetto. El tricolor fue encendido simbólicamente por el presidente de la República Italiana Giorgio Napolitano para la apertura oficial de las celebraciones y fue retirado en 2013.
En años más recientes, la Mole es iluminada esporádicamente con luces proyectadas de diferentes colores, según la ocasión. Por ejemplo, en 2016, el Ayuntamiento, por petición de una recogida de firmas, decidió iluminar la Mole de color rojo-granate el 4 de mayo de cada año, para recordar a las víctimas del Grande Torino en la Tragedia de Superga (1949).

## Influencia cultural
- Símbolo de Turín, también ha sido incluida en el fascinante conjunto de monumentos misteriosos de la ciudad mágica por su extravagante forma a medio camino entre una pagoda alargada y una pirámide, como centro de energías esotéricas, o simplemente por su extraña historia y las vicisitudes que han acompañado su construcción.
- En el interior de la Mole Antonelliana se grabó gran parte de la película Dopo mezzanotte de Davide Ferrario, en la cual la Mole es una simbólica coprotagonista.
- Un dibujo de la Mole Antonelliana aparece en la sigla de clausura del largometraje de Hayao Miyazaki Porco Rosso.
- En las primeras escenas de la película Turistas (2006), de John Stockwell, aparece una postal que representa el skyline de la ciudad de Turín y en él la Mole Antonelliana.
- Con la entrada en vigor de la moneda única del euro, en 2002 la Ceca de Estado italiana acuñó por error el reverso de unas cien monedas de un céntimo con la Mole Antonelliana (que debía representarse en las de dos céntimos), en lugar del Castel del Monte, en Apulia. Cada una de estas monedas fue valorada por los numismáticos en más de 2500 euros;[10]
- La Mole fue reproducida en el logotipo de los Juegos Olímpicos de Turín 2006, que muestra la silueta de la Mole estilizada con cristales de hielo blancos y azules, nieve y cielo, que forman una red, símbolo del espíritu olímpico. También con ocasión de los Juegos Olímpicos de 2006 se acuñó una moneda conmemorativa de dos euros, en cuyo reverso aparece la Mole, y se emitió un sello postal de 0,62 € en el que está representada.